# Friedrich von Marées
Heinrich Friedrich Carl Adalbert von Marées (* 14. November 1864 in Deutz bei Köln; † 14. Juni 1914 in Namslau) war ein deutscher Verwaltungsbeamter.

## Leben
Friedrich von Marées studierte Rechtswissenschaften an der Ruprecht-Karls-Universität Heidelberg. 1886 wurde er Mitglied des Corps Vandalia Heidelberg. Nach dem Studium trat er in den preußischen Staatsdienst ein. 1893 legte er das Regierungsassessor-Examen bei der Regierung in Hannover ab. In der Folge wurde er Regierungsassessor bei der Regierung in Breslau. Im Februar 1903 zum Regierungsrat ernannt, war er von 1903 bis zu seinem Tod 1914 Landrat des Landkreises Namslau.